# Tee Jing Yi
Tee Jing Yi (n. 8 feb 1991 a George Town, Penang) és una esportista malàisia que competeix en bàdminton en la categoria individual.